# Alpaida boraceia
Alpaida boraceia là một loài nhện trong họ Araneidae.
Loài này thuộc chi Alpaida. Alpaida boraceia được Herbert Walter Levi miêu tả năm 1988.